# 沈鳳超
沈鳳超（？—？），原名沈泰沖，字可凡，浙江宁波府鄞縣人。

## 生平
治诗经，古文词能传其父学，万历二十二年（1594年）甲午科浙江乡试举人，四十一年（1613年）癸丑科進士，授海阳县知县，县故饶，往者多以贪墨，凤超独不肯入一钱，饮茹清澹，有人所不堪者，处之怡然。上计京师，至济南卒，同里王佐方治河，发其囊橐，萧然无有，曰：是诚廉吏也。给貲返葬。弟沈雲冲，字龍侯，亦能诗。

## 家族
父沈九畴，万历五年进士、江西左布政使。